# Jata Chhapar
Jata Chhapar è una suddivisione dell'India, classificata come census town, di 3.455 abitanti, situata nel distretto di Chhindwara, nello stato federato del Madhya Pradesh. In base al numero di abitanti la città rientra nella classe VI (meno di 5.000 persone).

## Geografia fisica
La città è situata a 22° 13' 59 N e 78° 41' 26 E.

## Società

### Evoluzione demografica
Al censimento del 2001 la popolazione di Jata Chhapar assommava a 3.455 persone, delle quali 1.790 maschi e 1.665 femmine. I bambini di età inferiore o uguale ai sei anni assommavano a 409, dei quali 214 maschi e 195 femmine. Infine, coloro che erano in grado di saper almeno leggere e scrivere erano 2.400, dei quali 1.372 maschi e 1.028 femmine.